# Synagoge (Graz)

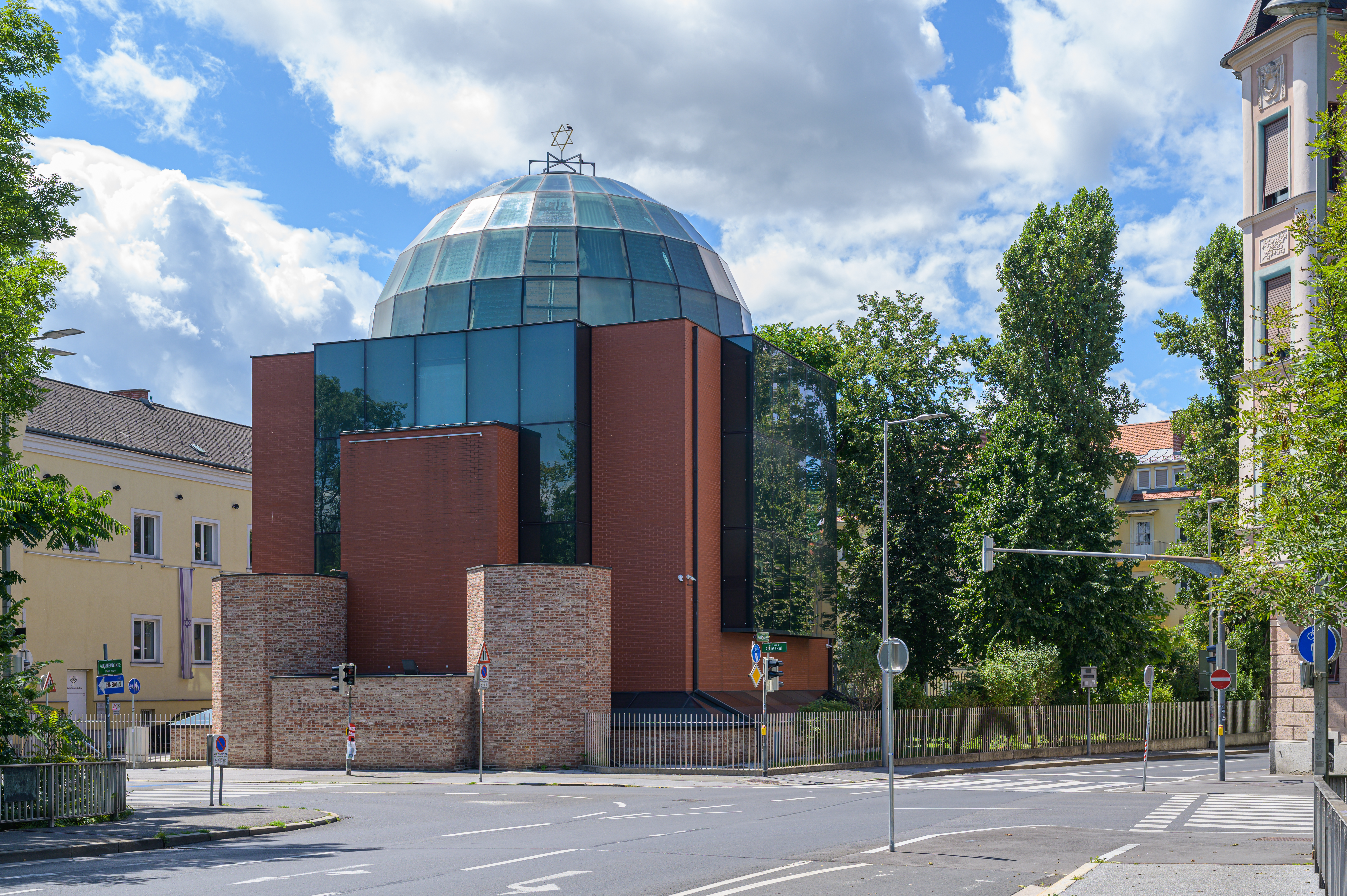
Die Grazer Synagoge im Juli 2023

Die Grazer Synagoge befindet sich am David-Herzog-Platz am rechten Murufer im 5. Grazer Stadtbezirk Gries. Die Synagoge der Jüdischen Gemeinde Graz, als Nachfolgerin der ehemaligen Israelitischen Kultusgemeinde Graz (IKG Graz) und nunmehrige Filialgemeinde der Israelitischen Kultusgemeinde Wien, betreut primär Juden aus Graz, aber auch aus der Steiermark, Kärnten sowie dem Südburgenland. Sie ist neben dem Grazer Beth HaMidrash – Kleine Synagoge Graz eine von zwei jüdischen Andachtstätten in der steirischen Landeshauptstadt.

## Geschichte der Kultusgemeinde Graz
Juden waren im Mittelalter in der Hauptstadt Innerösterreichs ansässig und waren insbesondere Händler, die mit Judenburg auch eine bedeutende Ansiedlung im Raum hatten.
Von 1497 bis 1848 bestand eine von den steirischen Ständen hartnäckig verteidigte Judensperre, die erst im Gefolge der Revolution des Jahres 1848 durchbrochen und letztlich erst durch die staatsbürgerliche Gleichstellung der jüdischen Bevölkerung durch das Staatsgrundgesetz über die Allgemeinen Rechte der Staatsbürger 1867 endgültig überwunden werden konnte.

### Alte Synagoge

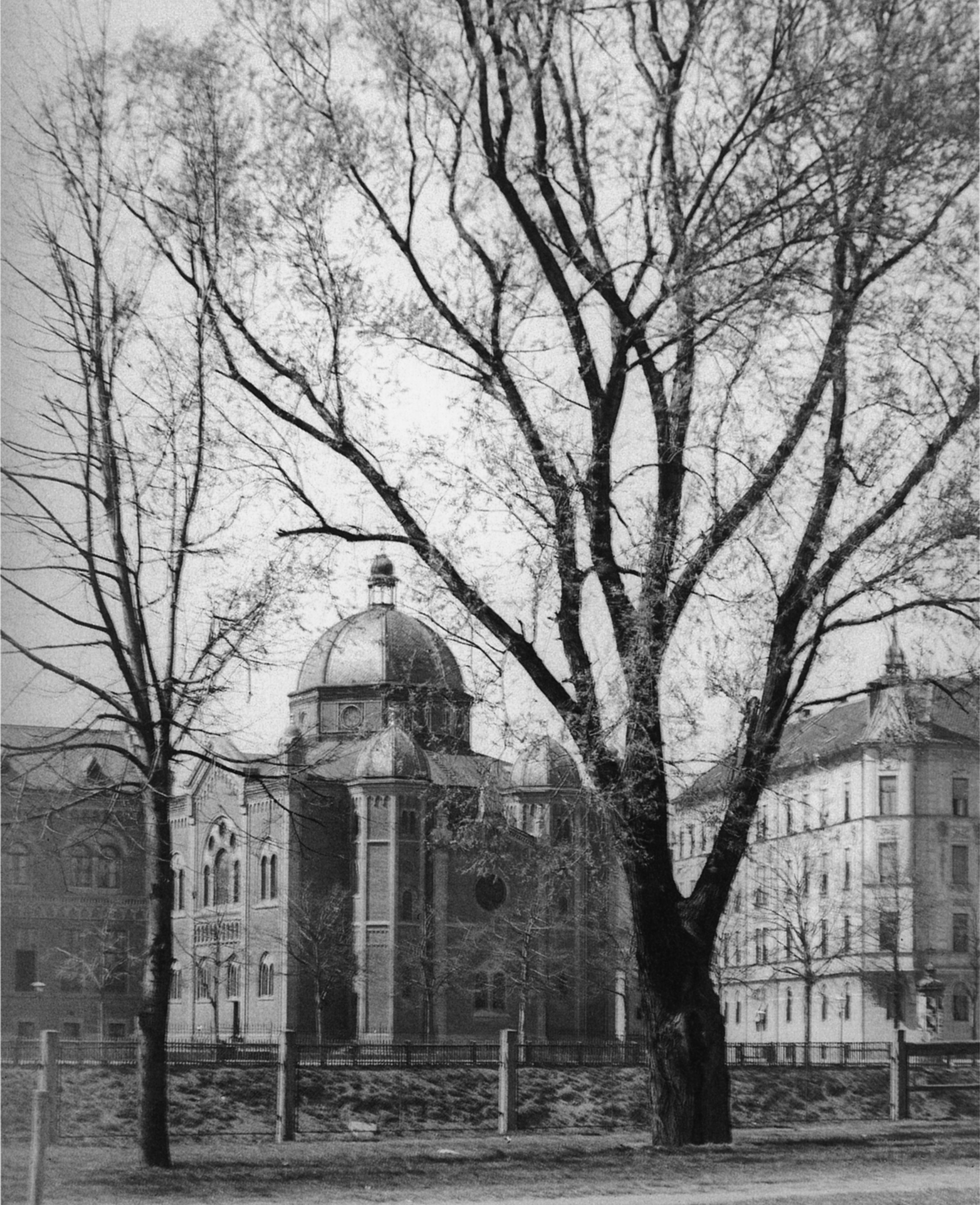
Alte Synagoge (1915)

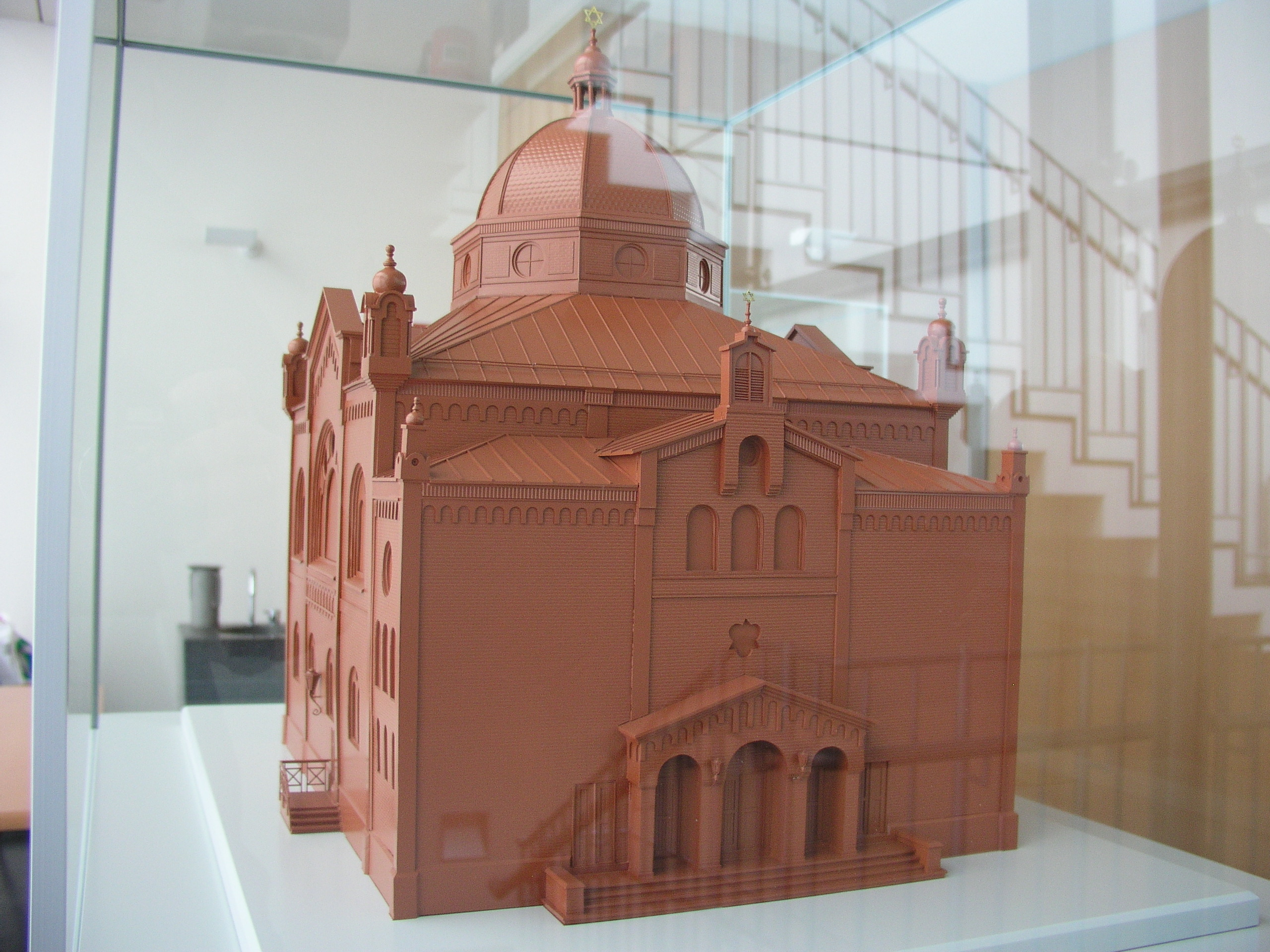
Modell der alten Synagoge

Bereits 1863 kam es durch die bis dahin in Graz angesiedelten Juden zur Gründung der Israelitischen Korporation. Die Israelitische Kultusgemeinde Graz wurde 1869 gegründet.
Die ursprüngliche Grazer Synagoge wurde, wie das Amtshaus, in den Jahren 1890 bis 1892 nach den Plänen des Architekten Maximilian Katscher (1858–1917) errichtet. Katscher, der die Technische Hochschule in Wien besucht hatte, entwarf unter anderem auch das Kaufhaus Herzmansky in Wien bzw. das Kurhaus in Baden bei Wien. Vorbild für den Bau Katschers bildete die Ende der 1830er Jahre von Gottfried Semper errichtete Synagoge in Dresden. Sowohl die Strukturierung des Tempels als überkuppelter Zentralbau als auch die formale Gestaltung mittels eines byzantinisch-romanischen Formenrepertoires lehnte sich an das Dresdner Vorbild an, wurde aber von Katscher eigenständig weiterentwickelt. Der schließlich realisierte Bau, der auch das vorerwähnte angeschlossene Amtshaus mit Schule umfasste, die formal einheitlich gestaltet waren, bot mit seiner freien Lage am Ufer der Mur einen imposanten Anblick.
Die Synagoge mit ihrer 30 Meter hohen Außenkuppel bildete bis 1938 das Herzstück der jüdischen Gemeinde Graz mit ihren zuletzt rund 2500 Mitgliedern. Während der Novemberpogrome am 9. und 10. November 1938 wurde die Synagoge auf Veranlassung der SA von unbekannten Tätern in Brand gesetzt, sie wurde in der Folge zerstört und das gesamte Areal eingeebnet, um die Erinnerung an die Synagoge auszulöschen. Das Amtshaus der jüdischen Gemeinde blieb hingegen von Brandschatzung verschont. Sämtliche Grazer Juden wurden in weiterer Folge nach Wien deportiert und Graz zur ersten „judenfreien“ Großstadt der Ostmark erklärt.
Nach dem Krieg siedelten sich nur mehr rund 150 Juden wieder in Graz an. 1952 wurde die 1940 aufgelöste Israelitische Kultusgemeinde Graz wieder errichtet. Ihr Sprengel umfasste die Bundesländer Steiermark, Kärnten und die burgenländischen politischen Bezirke Oberwart, Güssing und Jennersdorf. Bis zum Jahr 1988 befand sich an der Stelle der zerstörten Synagoge nur eine Rasenfläche, dann errichtete die Stadt Graz an dieser Stelle einen Gedenkstein in Form eines schwarzen Obelisken, der bei Errichtung der neuen Synagoge in das architektonische Konzept miteinbezogen wurde.

### Neue Synagoge / Gegenwart der Jüdischen Gemeinde
Bereits 1983 trat der Künstler Fedo Ertl mit dem Vorschlag an die Israelitische Kultusgemeinde heran, die Grundmauern der alten Synagoge freizulegen. Die Bitte wurde jedoch aus Angst vor antisemitischen Aktionen von der damaligen Gemeindeführung abgelehnt. Ertl hatte recherchiert, dass ein Teil der Ziegel der alten Synagoge 1939 beim Bau einer Garage in der Grazer Alberstraße Verwendung gefunden hatte.
Am 21. Oktober 1998 beschlossen alle im Grazer Stadtparlament vertretenen Parteien einstimmig die Wiedererrichtung der Grazer Synagoge. Im Auftrag der Stadtgemeinde Graz wurde der Synagogenbau vor allem durch den Einsatz des damaligen Präsidenten der Israelitischen Kultusgemeinde Graz Kurt David Brühl ermöglicht.
Das mit der Ausführung beauftragte Grazer Architektenehepaar Jörg und Ingrid Mayr, welches zuvor bereits auch mit der Neuplanung der zerstörten Zeremonienhalle auf dem jüdischen Friedhof in Graz beauftragt worden war, griff die Pläne Ertls auf. Ungefähr 9.600 Ziegelsteine der alten Synagoge wurden nach Säuberung durch Schüler des Bundesrealgymnasiums Lichtenfelsgasse, der Höheren Technischen Bundeslehranstalt und der Handelsschule bzw. der Handelsakademie Grazbachgasse für den Neubau wieder verwendet. Der auf dem ehemaligen Synagogengrundstück 1988 errichtete Obelisk findet sich heute unterhalb der gläsernen Bima platziert.
An Materialien für die neue Synagoge wurden vor allem Ziegel, Stahlbeton und Glas verwendet. Die geometrischen Grundkörper Würfel und Kugel beschreiben den Zentral/Sakralraum der Synagoge und bestimmen auch das äußere Erscheinungsbild. Die neue Synagoge folgt dem Grundriss der alten, ist aber kleiner als diese, da die jüdische Gemeinde in Graz nur mehr gut 100 Mitglieder zählt – ein Bruchteil der Mitgliederzahl von vor dem Zweiten Weltkrieg –, und wurde am 9. November 2000 eröffnet.
In der Mitte des Innenraumes befindet sich ein gläsernes Almemor (auch Bima genannt), der Platz, an dem aus der Tora gelesen wird. Direkt dahinter werden im Toraschrein die Torarollen aufbewahrt. Der Raum wird von einer Glaskuppel mit zwölf Stützen, die für die zwölf Stämme Israels stehen und einen Davidstern bilden, dominiert und erinnert an den Bau der zerstörten Synagoge. Die Farbe Blau prägt als Symbol des Himmels den Gebetsraum. In das Glas sind in Sandstrahltechnik jüdische Gebete geschrieben.
Heute steht das Gebäude David-Herzog-Platz 1 unter Denkmalschutz.
Im multimedial ausgestatteten Untergeschoß der Synagoge ist seit dem Jahre 2017 die von Präsident Elie Rosen konzipierte Ausstellung „Judentum in Graz – Erbe Gegenwart Zukunft“ installiert. Sie umfasst insgesamt 65 photographische Aufnahmen, die in einem Teil die jüdische Geschichte der Stadt Graz abbilden, in einem anderen Teil sich der jüdischen Glaubenspraxis widmen. Hinzu kommen Schauvitrinen, die Ritualgegenstände für Synagoge, Friedhof, Gebet und Heim ebenso wie Erinnerungsstücke an besondere Ereignisse im Gemeindeleben, an Gemeindeorganisationen oder die alte Synagoge umfassen. Die Ausstellung präsentiert auch den ältesten jüdischen Grabstein der Stadt Graz, den Grabstein der Zipporah, aus dem Jahre 1304.
2013 wurde die Israelitische Kultusgemeinde Graz nach langandauernden internen Konflikten aufgelöst und deren Sprengel jenem der Israelitischen Kultusgemeinde Wien zugewiesen. Die Synagoge, das Amtshaus sowie das sonstige Vermögen der aufgelösten Kultusgemeinde wurden in die Jüdische Kultusstiftung für Steiermark, Kärnten und das südliche Burgenland eingebracht. Die Gemeinde besteht heute unter dem Namen Jüdische Gemeinde Graz als Filialgemeinde der Israelitischen Kultusgemeinde Wien und dem von der Stiftung umfassten Zuständigkeitsbereich. Sie wird seit 2016 durch einen Geschäftsträger mit dem Titel eines Präsidenten verwaltet. Erstmals wurde mit dieser Position Elie Rosen, ein exponierter Vertreter des österreichischen Judentums, betraut. Er fungiert auch als Vorstand der Jüdischen Kultusstiftung.
Auf Anregung Rosens und schließlich mit übereinstimmenden Verfügungen des Präsidenten der Jüdischen Gemeinde Graz, des Präsidenten der Israelitischen Religionsgesellschaft sowie des Oberrabbinates der Israelitischen Kultusgemeinde Wien vom 1. Dezember 2016 wurde auch das 1938 aufgelöste Landesrabbinat Steiermark mit dem Zuständigkeitsbereich für die Steiermark, Kärnten und das Burgenland wieder errichtet. Zum ersten steirischen Landesrabbiner seit 1938 und Oberrabbiner von Graz wurde am gleichen Tag der Wiener Rabbiner Schlomo Hofmeister bestellt.

### Angriffe im August 2020
Am 22. August 2020 wurde Elie Rosen vor dem Gemeindehaus von einem Unbekannten mit einem abgebrochenen Stuhlbein attackiert und konnte sich in letzter Sekunde in sein Auto flüchten. Einige Tage zuvor waren die Ostmauer der Synagoge sowie das jüdische Gemeindehaus großflächig mit propalästinensischen Parolen beschmiert und mehrere Fensterscheiben eingeworfen worden. Einen Tag später nahm die Polizei einen syrischen Staatsbürger (31) fest, dem neben dem Angriff sechs weitere Taten zur Last gelegt wurden und der sich laut Presserecherchen geständig gezeigt hat.
Im Zuge der Strafgerichtsverhandlung wegen Nötigung und versuchter schwerer Körperverletzung und anderem am 21. Oktober 2021 in Graz gestand der 32-Jährige alle vorgeworfenen Taten und bereute sie als Fehler. Er hätte keinen Hass gegen alle Juden, sondern nur die in Palästina. Er war 2013 über die Türkei nach Österreich geflohen. Sachverständige haben ihn zum Tatzeitpunkt als zurechnungsfähig doch mit einer fanatischen Persönlichkeitsstörung beschrieben. Der Staatsanwalt forderte die Unterbringung in einer Anstalt für geistig abnorme Rechtsbrecher. Die Richterin entsprach dem und verhängte 3 Jahre Freiheitsentzug. Wegen seines umfassenden Geständnisses wurde auf die Aussage von Rosen und anderer Zeugen verzichtet und war die für 2 Tage anberaumte Verhandlung bereits am ersten Tag um Mittag abgeschlossen. Das Urteil ist noch nicht rechtskräftig.
Der Täter hatte auch Schaufensterscheiben des Lokals des schwul-lesbischen Vereins RosaLila PantherInnen eingeschlagen, Häuser mit Parolen besprüht und in Haft Justizmitarbeiter bedroht.

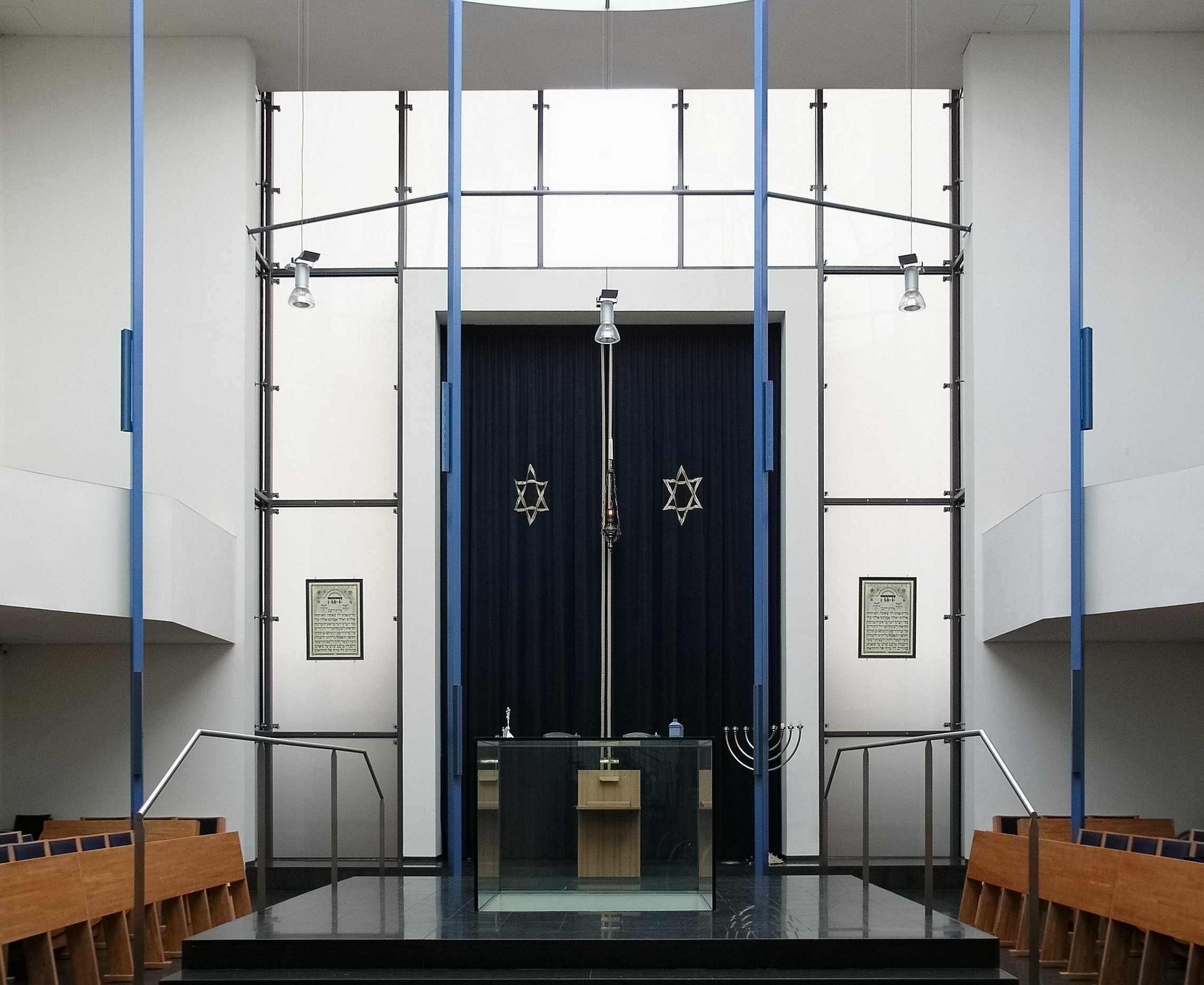
Der Innenraum mit Toraschrein, Bima, Parochet und Ner Tamid
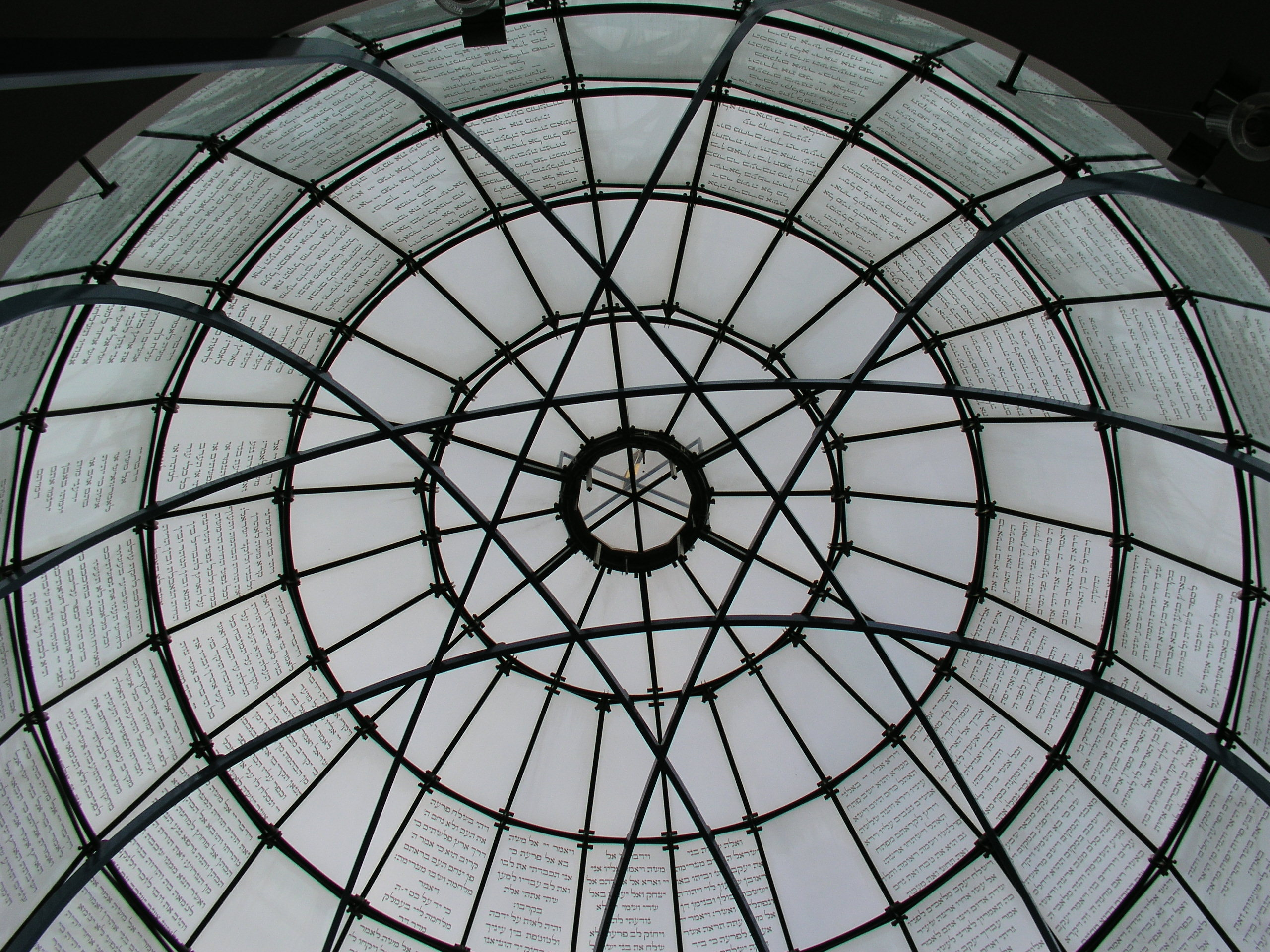
Innenansicht der Glaskuppel mit Texten aus der Tora
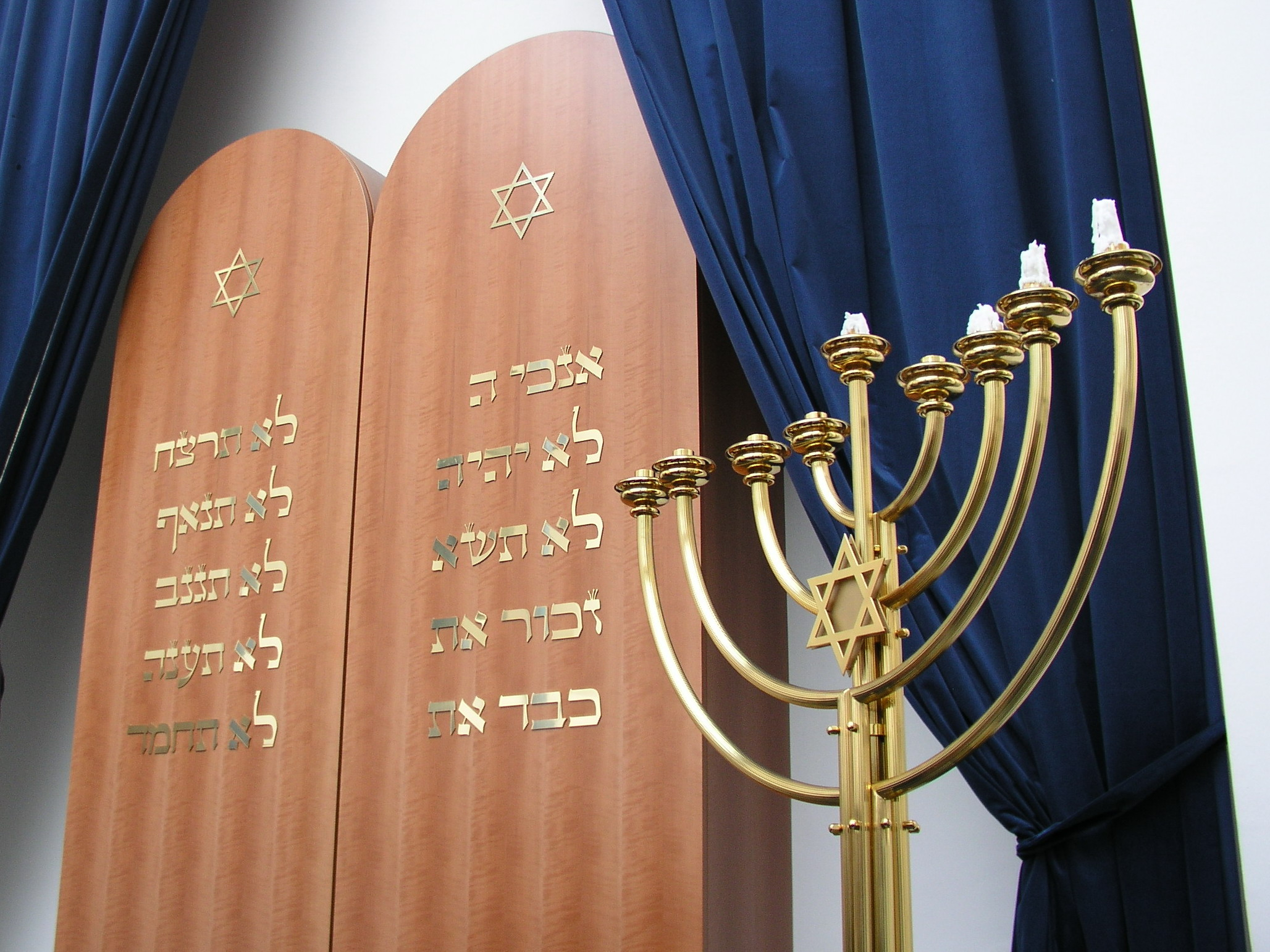
Toraschrein mit Türen in Form der Tafeln und mit dem Text des Dekaloges
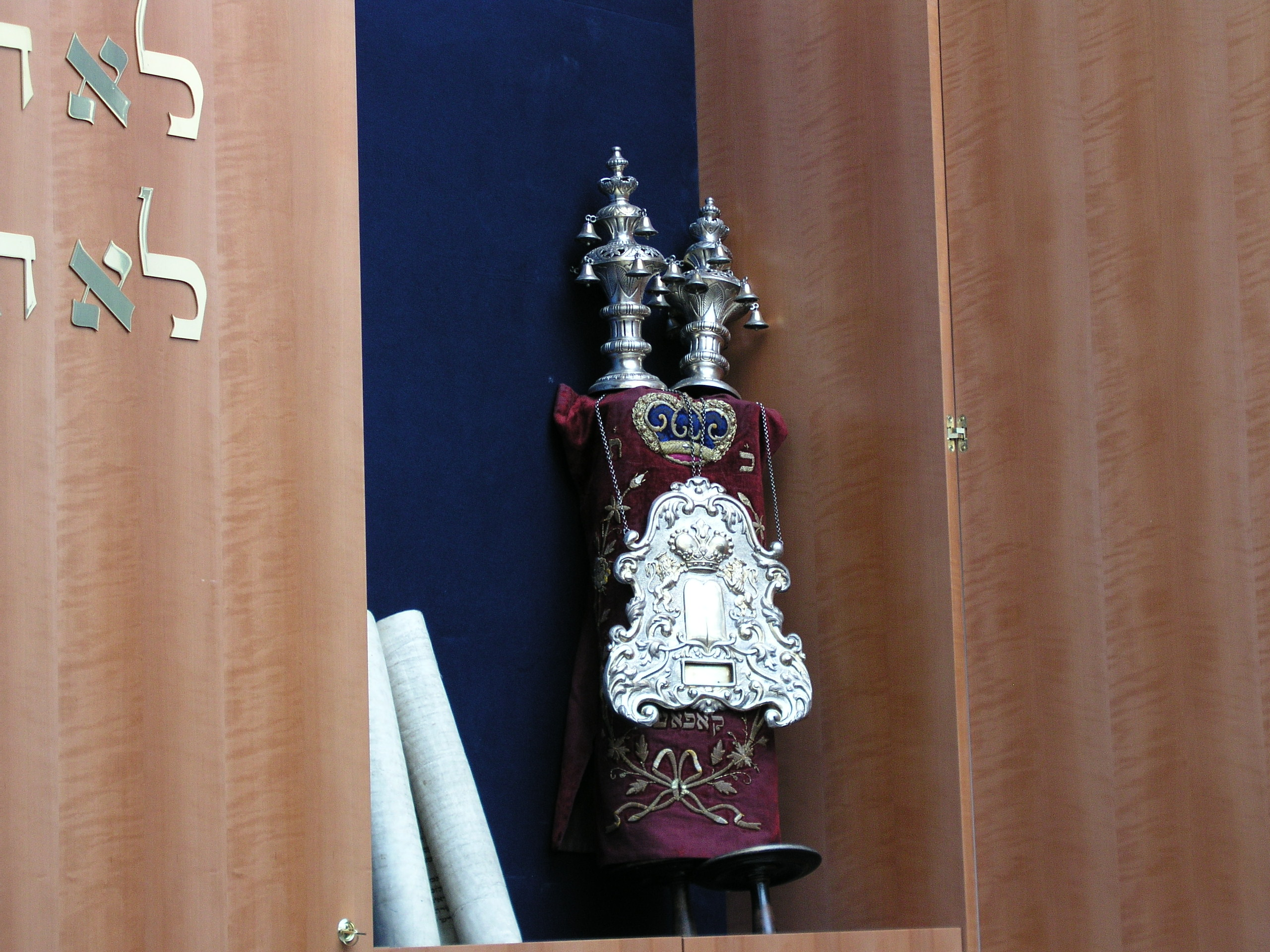
Torarolle im geöffneten Toraschrein
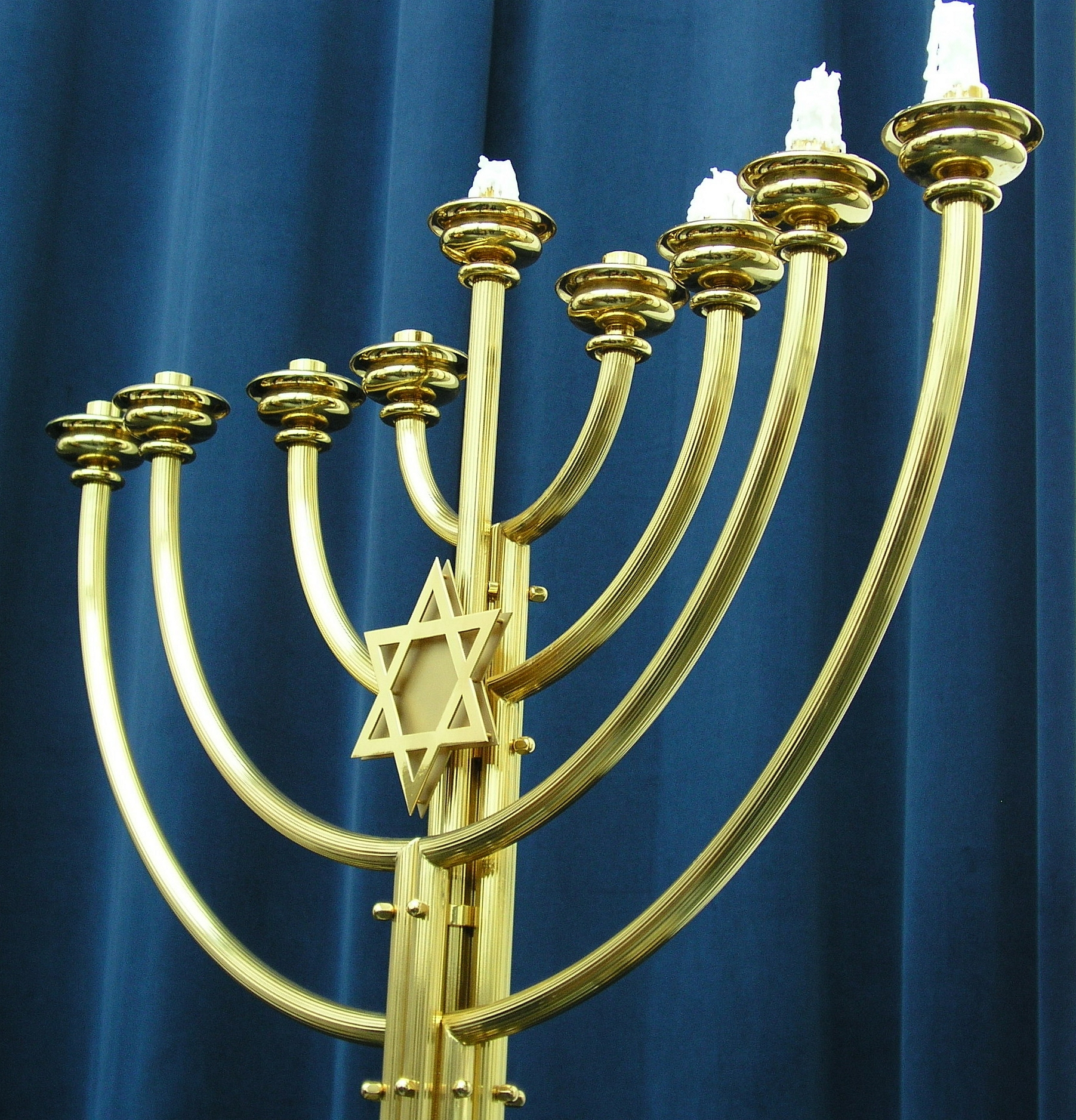
Chanukkia (9-armiger Kerzenleuchter)
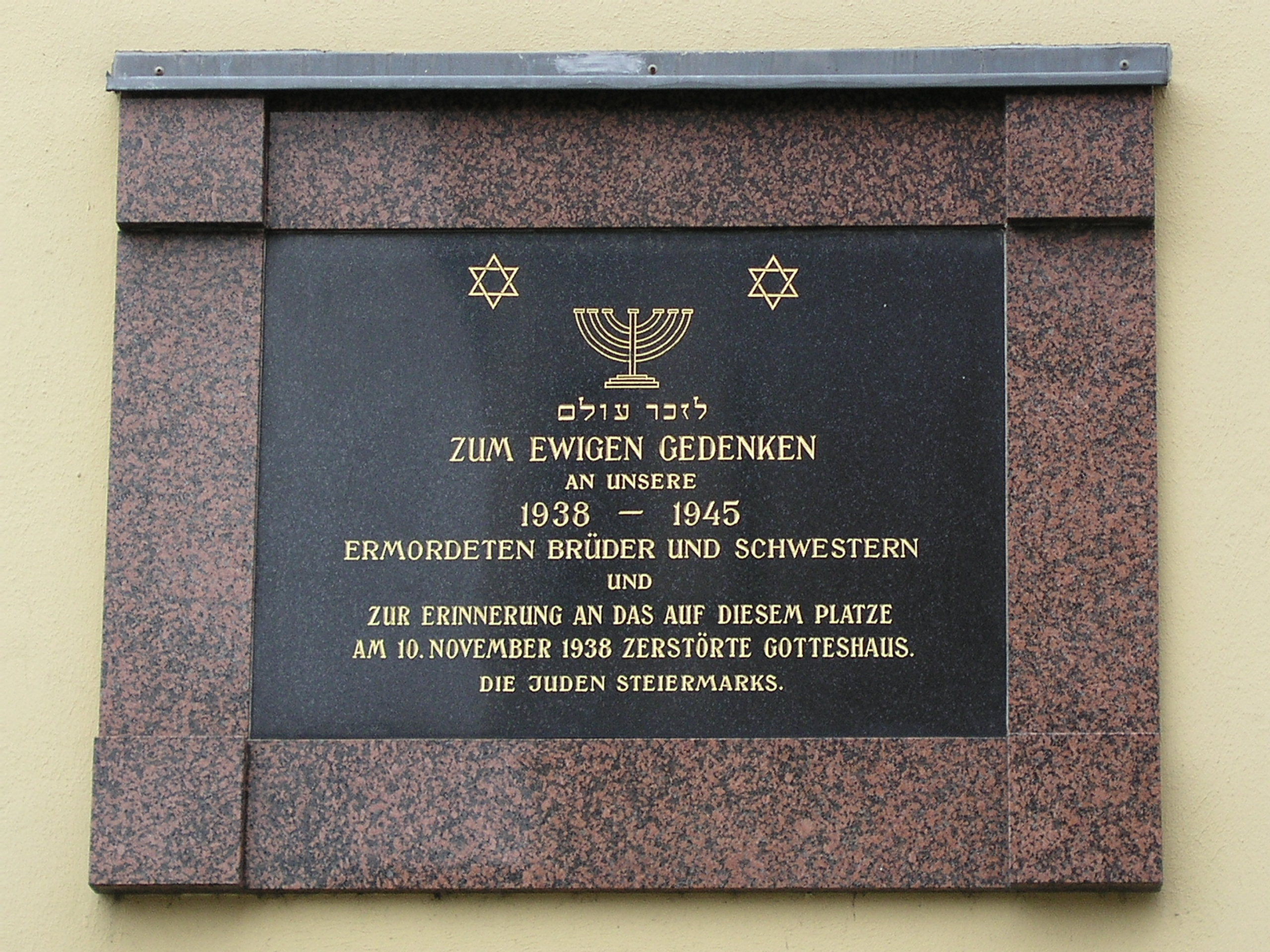
Gedenktafel
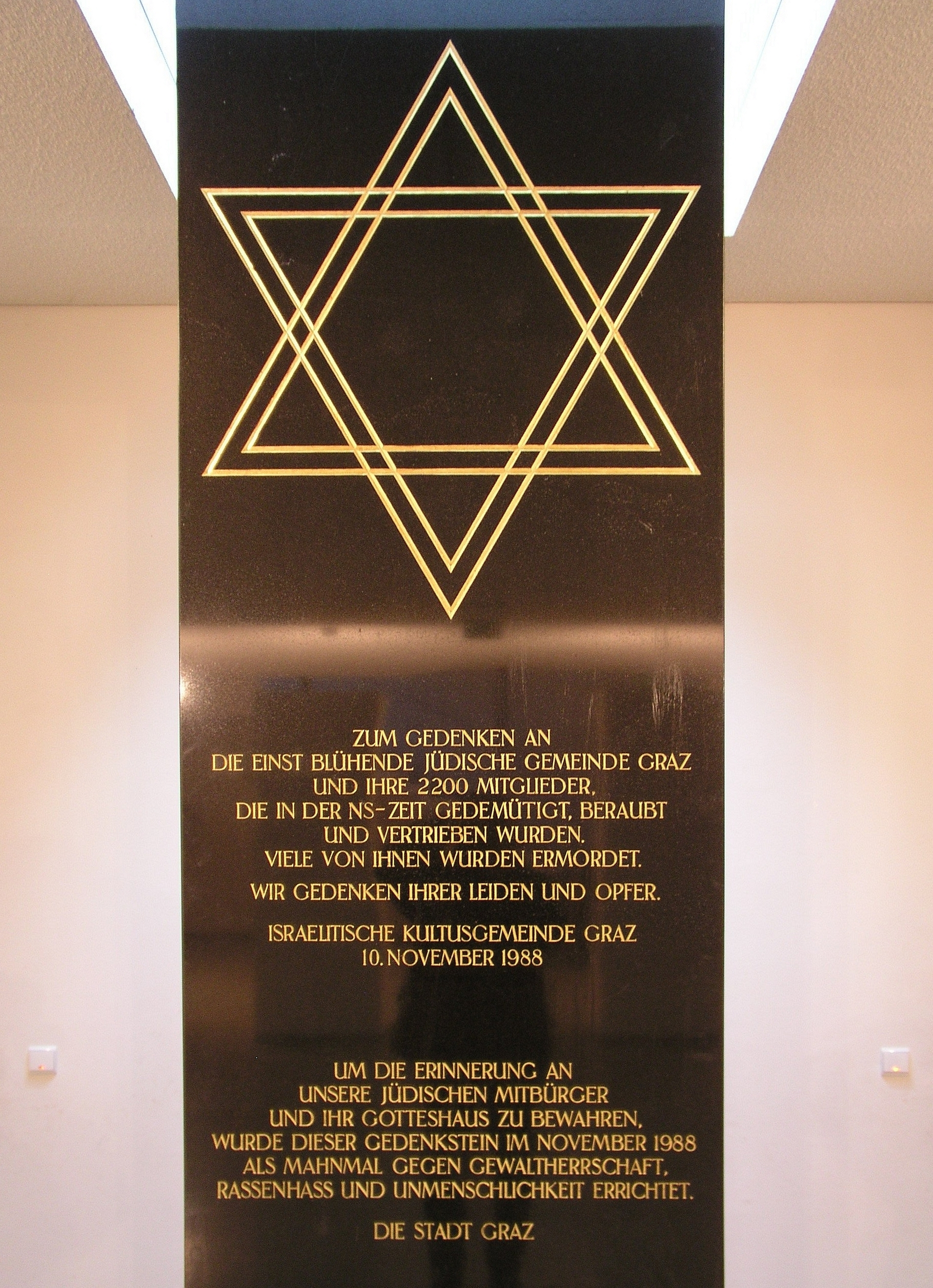
Gedenktafel